# Comitato di Zólyom
Il comitato di Zólyom (in ungherese Zólyom vármegye, in slovacco Zvolenská župa, in tedesco Komitat Sohl, in latino Comitatus Zoliensis) è stato un antico comitato del Regno d'Ungheria, situato nell'odierna Slovacchia centrale. Capoluogo del comitato era la città di Banská Bystrica (in ungherese Besztercebánya).

## Geografia fisica
Il comitato di Zólyom era situato geograficamente nei monti della Slovacchia centrale e confinava con gli altri comitati di Liptó, Gömör-Kishont, Nógrád, Hont, Bars e Turóc.

## Storia
In seguito al Trattato del Trianon (1920) l'intero comitato venne assegnato alla neocostituita Cecoslovacchia e continuò ad esistere con il nome di Zvolenská župa, seppur con poteri e confini modificati, fino al 1927.
Dall'indipendenza della Slovacchia (1993) l'antico comitato è confluito grosso modo nell'attuale regione di Banská Bystrica.